# Jean-Paul Vondenburg
Jean-Paul Vondenburg (* 31. Juli 1964) ist ein ehemaliger schwedischer Fußballspieler.

## Laufbahn
Vondenburg debütierte 1985 für Hammarby IF in der Allsvenskan. Als der Klub 1988 aus der ersten Liga abstieg, wechselte er zum amtierenden Meister Malmö FF. 1989  gewann er mit dem Verein seinen einzigen Meistertitel. 
Im Sommer 1992 verließ Vondenburg Schweden und wechselte zum dänischen Erstligisten Aarhus GF. Nach nur einer Spielzeit beendete er dort sein Engagement und wechselte nach Japan zu Sanfrecce Hiroshima. Dort blieb er auch nur eine Saison. 1995 kehrte er zu Hammarby IF zurück. Mit dem Verein stieg er erneut aus der Allsvenskan ab. Nach einem Jahr in der zweiten Liga beendete er 1996 seine aktive Laufbahn.
Vondenburg debütierte am 14. Februar 1990 in der schwedischen Nationalmannschaft. Damit war er der erste Auswahlspieler Schwedens mit dunkler Hautfarbe. Sein Debüt gegen die Fußballnationalmannschaft der Vereinigten Arabischen Emirate wurde allerdings mit 1:2 verloren. Insgesamt lief er viermal für die Auswahl des schwedischen Fußballverbandes auf. Er blieb ohne Torerfolg, beim 2:2-Unentschieden gegen Griechenland am 17. April 1991 erzielte er ein Eigentor.
| Personendaten    | Personendaten               |
| ---------------- | --------------------------- |
| NAME             | Vondenburg, Jean-Paul       |
| KURZBESCHREIBUNG | schwedischer Fußballspieler |
| GEBURTSDATUM     | 31. Juli 1964               |